# Убийство Мирей Кнолль
Мирей Кнолль (28 декабря 1932 — 23 марта 2018) — французская еврейка, пережившая Холокост, которая была убита в своей парижской квартире в возрасте 85 лет. Это убийство было официально названо французскими властями преступлением на почве антисемитизма — проблемы, всё более распространяющейся во Франции.
Это убийство, совершённое ровно в тот же день, что и теракты в Каркасоне и Требе, менее чем через год после убийства Сары Халими (совершённого в том же округе Парижа), вызвало большой резонанс.

### Факты
В пятницу, 23 марта 2018 года, около 18:30, пожарные вошли в её дом после того, как соседка сообщила о пожаре в её квартире. Безжизненное и частично обгоревшее тело Мирей Кнолль лежало на кровати. Она получила одиннадцать ножевых ранений.
В мае 2020 года прокуратура Парижа представила в суд материалы по делу об антисемитском убийстве, с двумя обвиняемыми.

### Жертва
Мирей Кербель родилась 28 декабря 1932 года в Париже. Её отец, Эмилио Кербель, был портным из Одессы. Мать, Сара Синкель, была родом из Варшавы; сначала она жила в Бразилии, где получила гражданство, затем переехала во Францию. Мирей Кербель выросла в квартале Маре, на улице Тюрен.
В 1940 году, после оккупации Франции, отец Мирей, Эмилио Кербель, был арестован и отправлен в концлагерь Гюрс. Осознавая опасность, его жена Сара Кербель, ставшая свидетельницей арестов, проводимых французской полицией, решила взять на себя инициативу. Она выехала из города с Мирей Кербель и вторым ребёнком незадолго до облавы «Вель д’Ив» в июле 1942 года, села на автобус до Монтобана и, использовав свой бразильский паспорт, пересекла демаркационную линию, отделявшую неоккупированную часть Франции. Отца вскоре отпустили. Семья переехала в Лиссабон, где прожила год, а затем провела шесть месяцев в лагере для беженцев. С помощью Американского еврейского объединённого распределительного комитета она выехала в Канаду за девять месяцев до освобождения Парижа в 1944 году.
После войны Мирей Кербель вернулась во Францию. В 16 лет она познакомилась с Куртом Кноллем, австрийским евреем, пережившим Освенцим. Они работали в одной швейной мастерской.
В 1949 году Мирей вышла замуж за Курта Кнолля (1924—2003) и вернулась с ним в Канаду. Через некоторое время семья снова вернулась в Париж. Её муж руководил мастерской по производству непромокаемой одежды в Сантье, одном из еврейских кварталов столицы. У пары родилось двое сыновей: Ален и Даниэль.
К 2018 году вдова Мирей Кнолль, инвалид с болезнью Паркинсона, уже не могла покидать свой дом иначе, как в инвалидной коляске и в сопровождении сиделки.

### Расследование и суд
Вызванные на место техники Центральной лаборатории префектуры полиции сообщили о пяти очагах возгорания в квартире. Антисемитский характер убийства был подтверждён судом 26 марта. Под подозрение быстро попал 28-летний Ясин Михуб, сосед Мирей Кнолль, знакомый с жертвой. Ранее, в феврале 2017 года, его осудили за сексуальное насилие над 12-летней дочерью сиделки Мирей Кнолль. Отсидев в тюрьме несколько месяцев, он был освобождён в сентябре 2017 года После взятия под стражу Ясина Михуба, возле Оперы Бастилии был арестован второй подозреваемый, 21-летний Алекс Карримбакус, уже имевший обширное криминальное прошлое и познакомившийся с Ясином в тюрьме. Со слов Алекса Карримбакуса, Ясин упрекал евреев в богатстве и хорошем положении, прежде чем заколоть 85-летнюю женщину, прикованную к постели, с криком «Аллах акбар». Сообщники обвиняли друг друга в нанесении жертве смертельных ударов.
В начале апреля Зулиха Хеллаф, мать Ясина Михуба, была обвинена в том, что она отмыла нож и избавилась от стаканов, из которых убийцы Мирей Кнолль пили портвейн. Ей было предъявлено обвинение в уничтожении улик.
По данным газеты Le Parisien, ознакомившейся с полицейским слушанием, проведённым 13 апреля 2018 года, подозреваемый Алекс Карримбакус вернулся к заявлениям, сделанным во время содержания под стражей в полиции. Он заявил, что Ясин Михуб всё-таки не винил жертву в «богатстве и хорошем положении евреев», а что касается антисемитского характера преступления, то его адвокат «не исключает обращения с просьбой о переквалификации фактов».
После апелляции подозреваемых в следственную палату Апелляционного суда Парижа против передачи в суд обвинения в «убийстве уязвимого лица, совершённом из-за религии жертвы», суд подтвердил 19 ноября 2020 года антисемитский характер убийства Мирей Кнолль.
10 ноября 2021 года суд присяжных Парижа приговорил Ясина Михуба к пожизненному заключению за антисемитское убийство Мирей Кнолль. Его сообвиняемый Алекс Карримбакус был оправдан по обвинению в убийстве, но приговорен к 15 годам лишения свободы с возможностью условно-досрочного освобождения по прошествии 2/3 этого срока за кражу у жертвы, носившую также антисемитский мотив. Мать убийцы, Зулиха Хеллаф, отдельно была приговорена к трем годам тюремного заключения с отсрочкой на два года за сокрытие улик.
Ясин Михуб и Алекс Карримбакус подали апелляцию, но последний отозвал свою апелляцию в декабре 2021 года. 10 января 2023 года адвокат Ясина Михуба объявил, что его клиент отозвал свою апелляцию. Его осуждение стало окончательным.

### Реакция
Преступление вызвало бурную реакцию в еврейской общине в связи с антисемитским убийством Сары Халими, происшедшим в Париже менее чем за год до этого, в 2017 году. Последовал и политический резонанс.

#### Политический мир
Президент Французской Республики Эммануэль Макрон выразил свои «чувства по поводу отвратительного преступления». 28 марта 2018 года, во время общенациональной дани памяти полковнику Арно Бельтраму, которому джихадист перерезал горло, президент Франции помянул Мирей Кнолль, «убитую за то, что она была еврейкой», как жертву того же «варварского мракобесия», что и офицер. Через несколько часов он присутствовал на её похоронах на кладбище Баньё (О-де-Сен) «от себя лично, в знак поддержки семьи» (без присутствия прессы). Затем детей Мирей Кнолль принял в отеле Matignon премьер-министр Эдуар Филипп. Последний перед Национальным собранием упомянул об убийстве Мирей Кнолль, «нападении позорной жестокости», отражении этого «антисемитизма, который не проходит, остается, трансформируется, появляется снова».

#### Марши протеста («белые марши»)
По призыву Представительного совета еврейских учреждений Франции (КРИФ), мэра Парижа Анн Идальго и большинства политических партий вечером в среду, 28 марта, в день национальной дани полковнику Арно Бельтраму, в Париже был организован «белый марш» протеста. Аналогичные акции прошли по всей Франции.
Франсис Калифат, президент КРИФ, заявил, что организаторы не хотят видеть на мероприятии Жана-Люка Меланшона и Марин Ле Пен. Он заявил, что присутствие лидера «Непокорённой Франции» нежелательно из-за его поддержки бойкота Израиля (BDS) и потому, что во время летней школы Левого фронта в 2014 году, будучи сопредседателем, Меланшон поздравил французскую молодежь, которая, по его словам, «умела с безупречной дисциплиной мобилизоваться во время демонстраций в поддержку палестинцев во время войны в Газе» (при проведении этих акций в Париже и Сарселе звучали выкрики «Смерть евреям»).
Несмотря на это пожелание, оба политических деятеля подтвердили свое присутствие и приняли участие в марше.
Конференция епископов Франции «призвала всех присоединиться к маршу» и выразила «глубокую печаль в связи с ужасом» убийства Мирей Кнолль и «заверила в своей поддержке и своих молитвах свою семью и всю еврейскую общину, ещё раз пострадавшую из-за своей религии».
Несколько тысяч участников собрались вечером на площади Нации в присутствии министров Жерара Коллона и Марлен Скьяппа, различных политических деятелей, таких как мэр Парижа Анн Идальго, Стефан Ле Фолль и Лоран Вокье, а также философ Ален Финкелькраут. Марин Ле Пен и Жан-Люк Меланшон также пришли, но их присутствие вызвало столкновения. Жан-Люк Меланшон и сопровождающие его депутаты «Непокорённой Франции», попытавшись присоединиться к процессии на Бульваре Вольтера, подверглись нападкам со стороны членов французской Лиги защиты евреев (LDJ) и других демонстрантов, скандировавших «смутьяны, вон!» и «коллаборационисты!». Под защитой полиции коммунисты покинули демонстрацию. Марин Ле Пен также освистали. Укрывшись за автобусом полиции, она присоединилась к концу шествия и закончила демонстрацию под защитой охраны, по утверждению Le Monde, частично состоявшей из активистов LDJ. Эти столкновения вызвали сожаление у большинства участников. Марш мирно закончился перед домом Мирей Кнолль, где были возложены цветы, свечи и послания. Перед тем, как разойтись, демонстранты спонтанно пропели Марсельезу.

### Память
19 октября 2021 года в Париже была открыта аллея Мирей Кнолль.